# Trans-Eurasia-Express

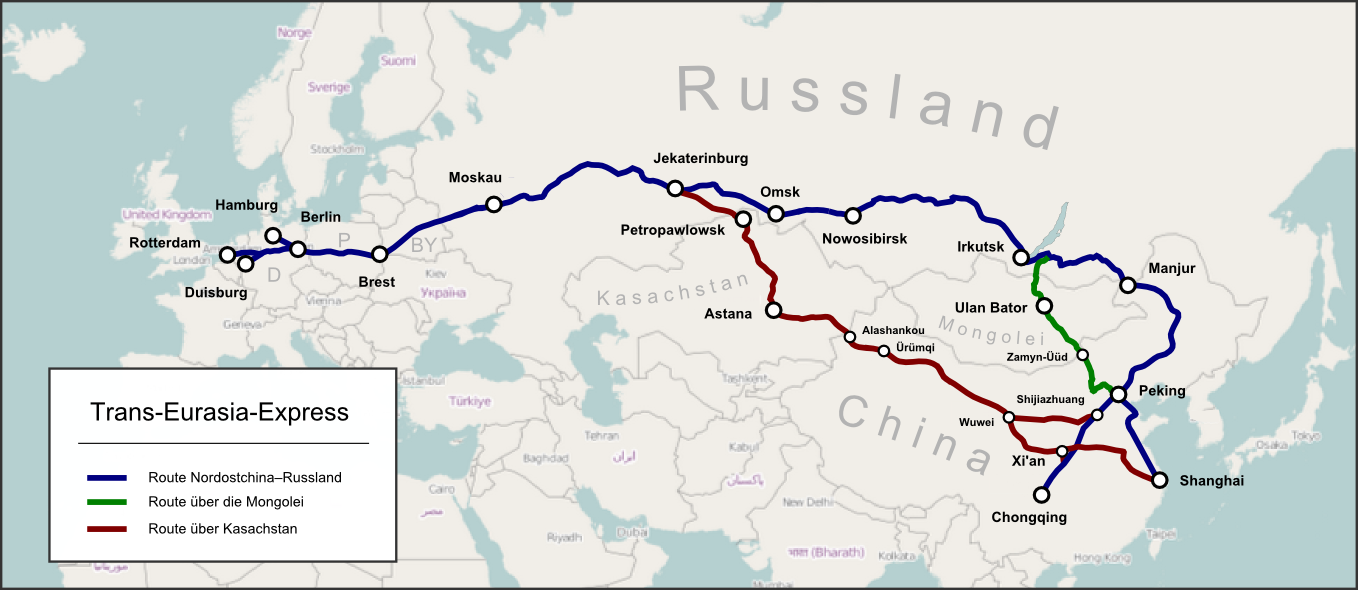
Routen der Trans-Eurasia-Express-Züge

Der Produktname Trans-Eurasia-Express wurde für eine kommerzielle Güterzugverbindung zwischen China in Asien und mehreren Zielbahnhöfen in Europa geschaffen. Inzwischen gibt es eine Reihe weiterer Anbieter solcher Verbindungen zwischen China und Westeuropa. Seit 2020 verkehren zwischen Shenzhen und Duisburg bis zu 60 Züge pro Woche.

## Infrastruktur
In Korgas, an der Grenze zwischen China und Kasachstan, ist ein großes Containerterminal entstanden. Dort werden die Container eines Zuges innerhalb von 45 Minuten von der chinesischen Regelspur- auf Breitspurwagen umgesetzt. An der polnisch/belarussischen Grenze müssen die Container aufgrund der unterschiedlichen Spurweiten erneut umgekrant werden.

## Vertrieb
Der Trans-Eurasia-Express wird von der Trans Eurasia Logistics GmbH (TEL) vermarktet, die heute als DB Cargo Eurasia GmbH firmiert. Diese Gesellschaft ist ein im März 2008 gegründetes „Joint Venture“ der Firmen DB Mobility Logistics (40 %), Rossijskije schelesnyje dorogi (RŽD, 30 %), TransContainer (20 %) und Kombiverkehr (10 %). Es hat das Ziel, den Containerzug als Blockzug zwischen Europa und Asien schrittweise aufzubauen und die Koordination zwischen den beteiligten Eisenbahngesellschaften zu übernehmen. Aufgrund der globalen Wirtschaftskrise wurden die Verbindungen zunächst noch nicht auf der gesamten, ursprünglich geplanten Strecke angeboten. Man konzentrierte sich auf den Aufbau des Verkehrs zwischen Deutschland und Russland beziehungsweise den GUS-Staaten. Seit dem Juni 2010 verkehren Logistikzüge unter dem Markennamen „Moscovite“ regelmäßig auf der Strecke von Duisburg nach Moskau, die sie in sieben Tagen bewältigen.

## Testzüge
Der erste Testzug fuhr am 6. Oktober 2008 aus Xiangtan (westlich von Zhuzhou und südlich von Changsha rund 700 Kilometer nördlich von Hongkong) kommend im Hamburger Hafen ein. Es wurden 50 Container mit hochwertigen IT-Produkten wie Monitore und Chassis von Computern transportiert. Erstmals hatte ein Unternehmen einen kompletten Zug gemietet (Company Train). Die Container legten die 10.000 Kilometer in 17 Tagen zurück. Der Weg verlief von China über die Transsibirische Eisenbahn via Nowosibirsk, Omsk, Jekaterinburg bis Moskau; von dort führte er über Belarus und Polen weiter nach Deutschland.
Ein weiterer Containerzug verließ als Vorläufer des geplanten regelmäßigen Verkehrs am 20. März 2011 Chongqing und fuhr in 16 Tagen über die 10.300 Kilometer lange Südroute durch Kasachstan nach Duisburg. Diese Strecke ist 2000 Kilometer kürzer als die Nordroute über die Transsib, erfordert aber mehr Zollformalitäten.
Am 2. August 2013 erreichte ein mit 51 Containern beladener Güterzug den Umschlagbahnhof Hamburg-Billwerder. Der von der Hafenentwicklungsgesellschaft in Zhengzhou organisierte Zug legte die 10.218 Kilometer lange Strecke von dort über die Südroute in der bisherigen Rekordzeit von 15 Tagen zurück.

## Weitere Entwicklung
Nach dem erfolgreichen Testlauf im März 2012 wurde eine wöchentliche Verbindung nach Chongqing eingerichtet. Ab September 2014 waren wöchentlich vier von der TEL vermarktete Zugpaare nach China unterwegs. Während im Jahr 2012 erst 4000 TEU-Container transportiert wurden, waren es 2015 schon 28.000 TEU und fünf wöchentliche Zugpaare. Im Jahr 2016 wurden 40.000 Container transportiert.

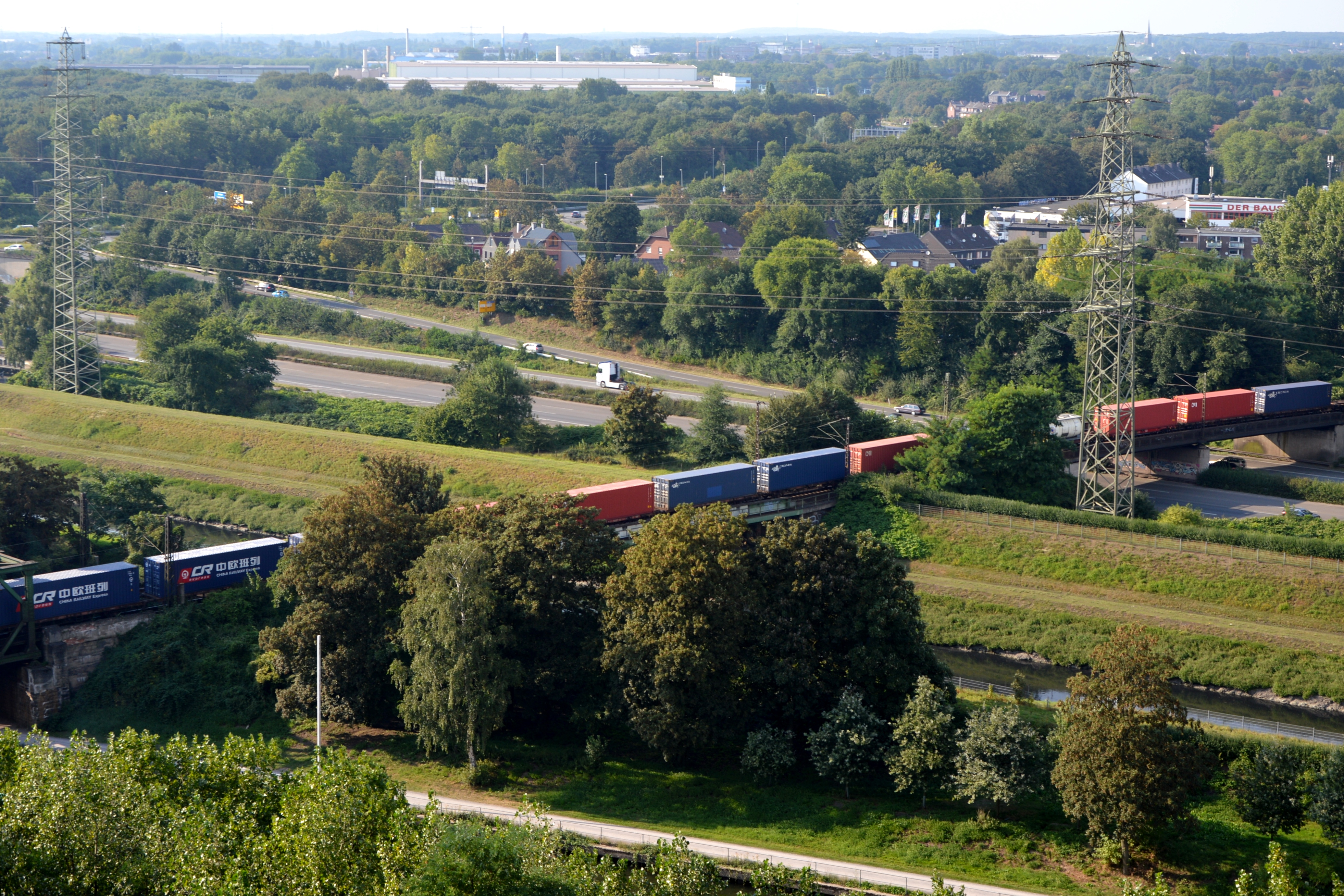
Güterzug mit Containern der China Railway Express Co. in Deutschland, 2016

Anfang 2017 gab es bereits etwa 40 regelmäßige Güterzugverbindungen zwischen China und Europa ähnlich dem Trans-Eurasia-Express.
2018 wurde die Trans-Eurasia Logistics GmbH in DB Cargo Eurasia GmbH umbenannt. Diesem Unternehmen gelang es innerhalb von 10 Jahren, seit dem ersten Testzug 2008 bis 2018, die Anzahl der jährlichen Züge zwischen Europa und China auf 3600 zu steigern, die insgesamt rund 90.000 Standardcontainer transportierten.
Seit 2020 verkehren zwischen Shenzhen und Duisburg bis zu 60 Züge pro Woche.